# Пряженя
Пряже́ня (укр. пряже́ня) — украинская разновидность омлета, яичница с молоком и мукой.

## Рецепт
4 яйца, 1 столовую ложку муки и 2 столовые ложки молока взбивают вместе. Смесь жарят на сковороде, смазанной сливочным маслом, помешивая лопаткой. Можно добавить предварительно обжаренную колбасу (характерно для Слободской Украины), грибы с луком, буженину или шкварки.